# ストルボヴォイ島
ストルボヴォイ島（ストルボヴォイとう、露: Столбовой остров）は、ラプテフ海東部のノヴォシビルスク諸島の南西部に存在する細長い形状をした島である。 シベリアの海岸から184キロメートル、コテリヌイ島の南西100キロメートルに位置している。ノヴォシビルスク諸島の一部であるリャーホフスキー諸島に属しているものの、ノヴォシビルスク諸島の他の島々のグループからは離れた位置にある。

## 歴史
ロシアの伝承によれば、1690年にボヤールのマキシム・ムホプレフが島を訪れ、以前島にいたロシア人の船乗りの墓と多くの十字架を発見したという。ストルボヴォイ島は、1800年にヤコフ・サンニコフによって初めて地図に記載された。ソビエト連邦時代には島の北西部の海岸に気象観測所が存在し、2012年には、全地球航法衛星システムであるGLONASSの監視施設が同じ場所に設置された。現在、島はロシア連邦のサハ共和国に属している。

## 地理と気候
ストルボヴォイ島は、長さ47キロメートル、最大幅10キロメートル、面積は約170平方キロメートルである。島の最北端はロシアの探検家エドゥアルト・フォン・トルを記念して、トル岬と名付けられている。島の北西には長さ5キロメートルの湖が存在し、狭い砂州によって海から隔てられている。また、島の中央部を横断し、北へ流れる長さ13キロメートルのストルボヴォイ川がある。
ストルボヴォイ島の最高地点は標高222メートルである。島には15から70メートルの高さの岩の崖があり、浜辺へと下る低い場所の起伏は、階段状の岩で覆われた地形に支配されている。
この地域の気候は非常に厳しく、長く厳しい冬が続く。そのため、ストルボヴォイ島周辺のラプテフ海は、一年のほとんどの期間を通して氷に覆われている。

## 地質
ジュラ紀後期から白亜紀前期にかけて堆積し、地殻変動の影響により変形した堆積岩が島を形成している。これらのタービダイトは海洋の二枚貝の化石を含み、シルト岩と粘土質岩が交互に周期的に積み重なった層と、荒い粒子の砂岩の層から成り立っている。これらの岩は向斜構造と衝上断層を形成し、小規模な石英閃緑岩の岩脈が存在している。

## 植生
隠花植物の草本がストルボヴォイ島の荒地の植生のほとんどにわたって広がっている。散在している草本、地衣類、蘚類、苔類が、乾燥地から湿地までの荒地の風景を特徴づけている。スゲ、亜灌木、泥炭地は通常存在しない。 これらの植物はまばらで（2%から40％を占める）、丈の低い植物が地表を覆っている。これらの植物は粗粒の、しばしば石灰質の堆積物の上でよく育っている。

## ギャラリー
|  |  |  |